# Chesniella gracilis
Chesniella gracilis là một loài thực vật có hoa trong họ Đậu. Loài này được Boriss. mô tả khoa học đầu tiên năm 1964.